# Karlshorst
Karlshorst är en stadsdel i östra Berlin. Karlshorst har gått till historien som platsen där  den tyska kapitulationen som avslutande andra världskriget i Europa skrevs under den 9 maj 1945. I huset där kapitulationen skrevs under finns salen kvar som idag är en del av Deutsch-Russisches Museum Berlin-Karlshorst. I Karlshorst finns även en populär travbana.